# Aufbau in der DDR
Aufbau in der DDR war eine Dauermarkenserie der Deutschen Post in der Deutschen Demokratischen Republik, die zwischen 1973 und 1981 ausgegeben wurde. Der Lipsia-Katalog der DDR bezeichnet sie als Sozialistischer Aufbau in der DDR. Hier wird die Bezeichnung des Michel-Katalogs gewählt. Ab 1990 wurde sie durch die Dauermarkenserie Bauwerke und Denkmäler abgelöst. Diese Briefmarken waren bis zum 2. Oktober 1990 frankaturgültig. Nach der Deutschen Wiedervereinigung am 3. Oktober 1990 wurden die Briefmarken der Deutschen Bundespost verwendet.
Alle fünfzehn Motive wurden von Manfred Gottschall entworfen. Von allen Motiven bis auf den Palast der Republik (nur Kleinformat) gab es zwei Ausgabegrößen und alle gab es im Briefmarkenbogen und im Stichtiefdruck. Von den 36 Werten gab es sechs, die im Rastertiefdruck als kleinformatige Rollenmarke ausgegeben wurden. Davon erschienen zwei auch zusätzlich in Markenbogen: Dies sind die ersten Ausgaben im Kleinformat 1973 mit den Motiven Neptunbrunnen und Lenindenkmal in Berlin.
Ein Teil der auf den Briefmarken dargestellten Denkmale und Gebäude existiert nicht mehr, so das Lenindenkmal in Berlin (Abriss 1991), die Selbstbedienungs-Gaststätte Ahornblatt auf der Fischerinsel in Berlin (Abriss 2000), das „Fäuste“-Denkmal von Heinz Beberniß auf dem Ernst-Thälmann-Platz in Halle (Abriss 2003) und der Palast der Republik in Berlin (Abriss 2006–2008).

## Liste der Ausgaben und Motive
Legende
- Bild: Eine bearbeitete Abbildung der genannten Marke. Das Verhältnis der Größe der Briefmarken zueinander ist in diesem Artikel annähernd maßstabsgerecht dargestellt. Sollten keine Marken abgebildet sein, liegt es daran, dass das Urheberrecht des Künstlers noch nicht erloschen ist.
- Beschreibung: Eine Kurzbeschreibung des Motivs und/oder des Ausgabegrundes. Bei ausgegebenen Serien oder Blocks werden die zusammengehörigen Beschreibungen mit einer Markierung versehen eingerückt.
- Wert: Der Frankaturwert der einzelnen Marke in Pfennig. Ein „+“ bedeutet, dass es sich um eine Zuschlagsmarke handelt (= Frankaturwert + Spende).
- Ausgabedatum: Das Datum des erstmaligen Verkaufs dieser Briefmarke.
- Auflage: Soweit bekannt, wird hier die zum Verkauf angebotene Anzahl dieser Ausgabe angegeben.
- Entwurf: Soweit bekannt, wird hier angegeben, von wem der Entwurf dieser Marke stammt.
- Mi.-Nr.: Diese Briefmarke wird im Michel-Katalog unter der entsprechenden Nummer gelistet.

| Bild | Beschreibung | Werte in Pfennig | Ausgabe- datum     | Auflage   | Entwurf            | Mi.-Nr. |
|      | Großformat (II) Stichtiefdruck - Pelikan, Alfred-Brehm-Haus, Tierpark Berlin                                                        | 5                | 10. April 1973     | unbekannt | Manfred Gottschall | 1842    |
|      | Großformat (II) Stichtiefdruck - Neptunbrunnen und Wohnhochhaus, Rathausstraße, Berlin                                              | 10               | 10. April 1973     | unbekannt | Manfred Gottschall | 1843    |
|      | Großformat (III) Stichtiefdruck - Neubauten auf der Fischerinsel, Berlin                                                            | 15               | 13. Juni 1973      | unbekannt | Manfred Gottschall | 1853    |
|      | Großformat (I) Stichtiefdruck - Lenindenkmal, Wohnhochhaus, Berlin                                                                  | 20               | 23. Januar 1973    | unbekannt | Manfred Gottschall | 1820    |
|      | Großformat (III) Stichtiefdruck - Alexanderplatz, Berlin                                                                            | 25               | 13. Juni 1973      | unbekannt | Manfred Gottschall | 1854    |
|      | Großformat (V) Stichtiefdruck - Monument der revolutionären Arbeiterbewegung auf dem Ernst-Thälmann-Platz, Neubauten, Halle (Saale) | 30               | 20. November 1973  | unbekannt | Manfred Gottschall | 1899    |
|      | Großformat (I) Stichtiefdruck - Karl-Marx-Monument vor Neubauten, Karl-Marx-Stadt                                                   | 35               | 23. Januar 1973    | unbekannt | Manfred Gottschall | 1821    |
|      | Großformat (IV) Stichtiefdruck - Brandenburger Tor, Berlin                                                                          | 40               | 18. September 1973 | unbekannt | Manfred Gottschall | 1879    |
|      | Großformat (IV) Stichtiefdruck - Neue Wache, Berlin                                                                                 | 50               | 18. September 1973 | unbekannt | Manfred Gottschall | 1880    |
|      | Großformat (VI) Stichtiefdruck - Kronentor des Dresdner Zwingers                                                                    | 60               | 22. Januar 1974    | unbekannt | Manfred Gottschall | 1919    |
|      | Großformat (IV) Stichtiefdruck - Altes Rathaus und Wohnhochhaus, Wintergartenstraße, Leipzig                                        | 70               | 18. September 1973 | unbekannt | Manfred Gottschall | 1881    |
|      | Großformat (VI) Stichtiefdruck - Kröpeliner Tor und Haus Sonne, Rostock; Teepott und Leuchtturm, Warnemünde                         | 80               | 22. Januar 1974    | unbekannt | Manfred Gottschall | 1920    |
|      | Großformat (IV) Stichtiefdruck - Sowjetisches Ehrenmal, Berlin-Treptow                                                              | 1 M              | 18. September 1973 | unbekannt | Manfred Gottschall | 1882    |
|      | Großformat (V) Stichtiefdruck - Staatswappen                                                                                        | 2 M              | 20. November 1973  | unbekannt | Manfred Gottschall | 1900    |
|      | Großformat (VII) Stichtiefdruck - Staatswappen                                                                                      | 3 M              | 11. Juni 1974      | unbekannt | Manfred Gottschall | 1967    |
|      | Kleinformat (II) Rastertiefdruck - Pelikan, Alfred-Brehm-Haus, Tierpark Berlin                                                      | 5                | 16. April 1974     | unbekannt | Manfred Gottschall | 1947    |
|      | Kleinformat (V) Stichtiefdruck - Pelikan, Alfred-Brehm-Haus, Tierpark Berlin                                                        | 5                | 29. Januar 1980    | unbekannt | Manfred Gottschall | 2483    |
|      | Kleinformat (I) Rastertiefdruck - Neptunbrunnen und Wohnhochhaus, Rathausstraße, Berlin                                             | 10               | 26. Juli 1973      | unbekannt | Manfred Gottschall | 1868    |
|      | Kleinformat (V) Stichtiefdruck - Palast der Republik, Berlin                                                                        | 10               | 29. Januar 1980    | unbekannt | Manfred Gottschall | 2484    |
|      | Kleinformat (VI) Stichtiefdruck - Neubauten auf der Fischerinsel, Berlin                                                            | 15               | 18. März 1980      | unbekannt | Manfred Gottschall | 2501    |
|      | Kleinformat (I) Rastertiefdruck - Lenindenkmal, Wohnhochhaus, Berlin                                                                | 20               | 26. Juli 1973      | unbekannt | Manfred Gottschall | 1869    |
|      | Kleinformat (V) Stichtiefdruck - Lenindenkmal, Wohnhochhaus, Berlin                                                                 | 20               | 29. Januar 1980    | unbekannt | Manfred Gottschall | 2485    |
|      | Kleinformat (IV) Rastertiefdruck - Alexanderplatz, Berlin                                                                           | 25               | 4. März 1975       | unbekannt | Manfred Gottschall | 2022    |
|      | Kleinformat (VIII) Stichtiefdruck - Alexanderplatz, Berlin                                                                          | 25               | 10. Juni 1980      | unbekannt | Manfred Gottschall | 2521    |
|      | Kleinformat (XII) Stichtiefdruck - Denkmal auf dem Ernst-Thälmann-Platz, Neubauten, Halle (Saale)                                   | 30               | 10. Februar 1981   | unbekannt | Manfred Gottschall | 2588    |
|      | Kleinformat (VII) Stichtiefdruck - Karl-Marx-Monument vor Neubauten, Karl-Marx-Stadt                                                | 35               | 13. Mai 1980       | unbekannt | Manfred Gottschall | 2506    |
|      | Kleinformat (IX) Stichtiefdruck - Brandenburger Tor, Berlin                                                                         | 40               | 26. August 1980    | unbekannt | Manfred Gottschall | 2541    |
|      | Kleinformat (II) Rastertiefdruck - Neue Wache, Berlin                                                                               | 50               | 16. April 1974     | unbekannt | Manfred Gottschall | 1948    |
|      | Kleinformat (X) Stichtiefdruck - Neue Wache, Berlin                                                                                 | 50               | 14. Oktober 1980   | unbekannt | Manfred Gottschall | 2549    |
|      | Kleinformat (XV) Stichtiefdruck - Kronentor des Dresdner Zwingers                                                                   | 60               | 6. Oktober 1981    | unbekannt | Manfred Gottschall | 2649    |
|      | Kleinformat (XIII) Stichtiefdruck - Altes Rathaus und Wohnhochhaus, Wintergartenstraße, Leipzig                                     | 70               | 21. April 1981     | unbekannt | Manfred Gottschall | 2602    |
|      | Kleinformat (XV) Stichtiefdruck - Kröpeliner Tor und Haus Sonne, Rostock; Teepott und Leuchtturm, Warnemünde                        | 80               | 6. Oktober 1981    | unbekannt | Manfred Gottschall | 2650    |
|      | Kleinformat (III) Rastertiefdruck - Sowjetisches Ehrenmal, Berlin-Treptow                                                           | 1 M              | 9. Juli 1974       | unbekannt | Manfred Gottschall | 1968    |
|      | Kleinformat (XI) Stichtiefdruck - Sowjetisches Ehrenmal, Berlin-Treptow                                                             | 1 M              | 11. November 1980  | unbekannt | Manfred Gottschall | 2561    |
|      | Kleinformat (X) Stichtiefdruck - Staatswappen                                                                                       | 2 M              | 14. Oktober 1980   | unbekannt | Manfred Gottschall | 2550    |
|      | Kleinformat (XIV) Stichtiefdruck - Staatswappen                                                                                     | 3 M              | 21. Juli 1981      | unbekannt | Manfred Gottschall | 2633    |